# Phyllovates tripunctata
Phyllovates tripunctata es una especie de mantis de la familia Mantidae.

## Distribución geográfica
Se encuentra en Brasil, Ecuador, Guayana Francesa,  Colombia, México, Perú, Surinam, Venezuela y  Jamaica.